# На захід
«На захід» — драматична історія двох геїв, які намагаються втекти від війни.

## Сюжет
Музикант Кенан і студент Мілан живуть разом, приховуючи свої сексуальні стосунки від оточення. У країні вирує війна. Пара вирішує сховатися в рідному селі Мілана та чекати його батька, щоб потім виїхати до Нідерландів. Кенан перевдягається жінкою і Мілан представляє його своєю дружиною. Кенана призвали на службу і він змушений був залишити Мілана. До того ж про їхні відносини дізнається їхня односельчанка. Подальша доля Кенана та Мілана стає примарною.

## У ролях
| Актор             | Роль      |
| ----------------- | --------- |
| Маріо Дрмач       | Кенан     |
| Тарік Філіпович   | Мілан     |
| Раде Шербеджия    | Любо      |
| Мір'яна Каранович | Ранка     |
| Жанна Моро        | журналіст |

## Знімальна група
- Кінорежисер — Ахмед Імамович
- Сценаристи — Ахмед Імамович, Енвер Пуска
- Кінопродюсери — Ахмед Імамович, Самір Смаїч
- Кінооператор — Мустафа Мустафич
- Кіномонтаж — Мірсад Табакович, Андрія Зафранович
- Художник по костюмах — Ліл'яна Сакович
- Підбір акторів — Слободан Дедеїч[1].

## Сприйняття

### Критика
Фільм отримав позитивні відгуки. На сайті Rotten Tomatoes оцінка стрічки становить 73 % від глядачів із середньою оцінкою 3,6/5 (480 голосів). Фільму зарахований «попкорн» від глядачів, Internet Movie Database — 6,9/10 (757 голосів).

### Номінації та нагороди
| Нагороди та номінації фільму «На захід» | Нагороди та номінації фільму «На захід»  | Нагороди та номінації фільму «На захід» | Нагороди та номінації фільму «На захід» | Нагороди та номінації фільму «На захід» | Нагороди та номінації фільму «На захід» |
| Рік                                     | Кінофестиваль/кінопремія                 | Категорія/нагорода                      | Номінант                                | Результат                               |                                         |
| --------------------------------------- | ---------------------------------------- | --------------------------------------- | --------------------------------------- | --------------------------------------- | --------------------------------------- |
| 2005                                    | Братиславський міжнародний кінофестиваль | Гран-прі                                | Ахмед Імамович                          | Номінація                               |                                         |
| 2005                                    | Монреальський кінофестиваль              | Гран-прі                                | Ахмед Імамович                          | Номінація                               |                                         |
| 2005                                    | «Темні ночі»                             | Гран-прі                                | Ахмед Імамович                          | Номінація                               |                                         |